# Agladrillia
Agladrillia é um gênero de gastrópodes pertencente a família Drilliidae.

## Espécies
- Agladrillia anadelgado Rolán et al., 2007[2]
- Agladrillia aureola Fallon, 2016
- Agladrillia badia McLean & Poorman, 1971[3]
- Agladrillia benjamini (Bartsch, 1915)[4]
- †Agladrillia callothyra Woodring, 1928
- Agladrillia flucticulus McLean & Poorman, 1971[5]
- Agladrillia fuegiensis (Smith E. A., 1888)[6]
- Agladrillia gorgonensis McLean & Poorman, 1971[7]
- Agladrillia macella (Melvill, 1923)[8]
- Agladrillia nitens (Hinds, 1843)
- Agladrillia piscorum Kilburn, 1988[9]
- Agladrillia plicatella (Dall, 1908)[10]
- Agladrillia pudica (Hinds, 1843)[11]
- Agladrillia rhodochroa (Dautzenberg, 1900)
- Agladrillia serra Woodring, 1928
- Agladrillia torquata Fallon, 2016
- Agladrillia ukuminxa Kilburn, 1988[12]

Espécies trazidas para a sinonímia
- †Agladrillia oyamai Shuto, 1965: sinônimo de †Thelecytharella oyamai (Shuto, 1965), sinônimo de Otitoma oyamai (Shuto, 1965)